# Mayorellidae
Mayorellidae – rodzina ameb należących do supergrupy Amoebozoa w klasyfikacji Cavaliera-Smitha.
Należy tutaj 1 rodzaj:
- Mayorella